# John Colet
John Colet (gener de 1467 - 16 de setembre de 1519) va ser un eclesiàstic anglès i pioner educatiu.
Colet era un erudit londinenc, humanista del Renaixement, teòleg, membre de la Worshipful Company of Mercers i degà de la catedral de St. Paul, Londres. Volia que la gent veiés les escriptures com la seva guia de vida. A més, volia restaurar la teologia i rejovenir el cristianisme. És un important líder primerenc de l'humanisme cristià ja que relacionava l'humanisme i la reforma. John Colet era amic d'Erasme, una figura clau de l'humanisme cristià.

## Biografia
Fou fill d'Henry Colet, conegut mercader londinenc a qui va ser donat un títol de noblesa i dues vegades alcalde de Londres (en 1486 i en 1495). Del seu matrimoni amb Christian Knevet va tenir 26 fills, i el primogènit i únic a sobreviure a la infantesa va ser John.
Va estudiar a Cambridge. El 1497 va entrar a la vida eclesiàstica i va ser ordenat diaca i després prevere. Després d'establir-se a Oxford, va començar a fer classes d'exegesi sobre les cartes de Sant Pau tot i no comptar amb títols en teologia. Allà va conèixer a Erasme de Rotterdam amb qui va fer amistat immediatament. Va ser el propi Erasme qui va escriure l'única biografia contemporània de John Colet, en una carta que va enviar a Jodocus Jonas l'any 1521. Les seves lliçons d'exegesi i comentaris bíblics van ser novedoses: fins a aquell moment no s'afrontava directament el text bíblic en les universitats sinó a través de les Sentències de Pere Llombard. Un altre element innovador del seu mètode d'ensenyament va ser el tractament del context històric de les cartes, la qual cosa implicava algunes vegades una teoria sobre les dates d'escriptura d'aquestes: així se subratllava l'ús i descobriment del sentit literal.
Va donar classes a Oxford fins 1504, any en què va ser nomenat diaca de la Catedral de Londres. Allà va fundar l'Escola de Sant Pau i va promoure diverses reformes de la catedral, encara que sense gaire èxit. Va ser admirador de Savonarola.

## Obres
De les seves obres sobre les cartes de Sant Pau resten alguns manuscrits que foren publicats temps després per un familiar seu, Joseph Hirst Lupton. Aquests textos resumeixen aspectes de la filosofia neoplatònica com el de la tornada de l'ànima a Déu. Va publicar a més un comentari als primers tres capítols del llibre de la Gènesi anomenat Cartes a Radulphus. Allà hi aplica les categories de la filosofia aristotèlica a la narració de la Creació, indicant el caràcter didàctic que s'ha de donar a dades com els dies en la creació (sent Déu immutable no li convé estrictament aquesta forma de parlar de la seva actuació).
També va realitzar un resum dels tractats de Pseudo Dionís. Va escriure dos tractats molt polèmics pels seus enèrgics atacs contra els abusos del clergat: De sacramentis Ecclesiae i De compositione sancti Corporis Christi mystici.